# أحمد عدلي
لاعب شطرنج مصري ، حاصل علي لقب أستاذ دولي كبير في لعبة الشطرنج (بالإنجليزية: Grandmaster Chess) من مواليد 19 فبراير 1987. ويعد أول لاعب شطرنج مصري يحصل على هذا اللقب سنة 2005 وهو اصغر لاعب افريقى سنا حصل على هذا اللقب . حصل علي بطولة أفريقيا سنة 2005، وفي عام 2004 حصل على المركز الثالث في بطولة العالم تحت 18 سنة.
حصل على بطولة العالم للشباب سنة 2007 وهو بذلك أول لاعب مصري وعربى وافريقى يحصل على هذا اللقب.
شارك في أولمبياد الشطرنج ضمن المنتخب المصري في 2006 ،2008 ،2010
بطل مصر مرتين .

## أهم مبارياته
- A Adly vs V Laznicka, 2007 1-0
- Carlsen vs A Adly, 2006 0-1
- A Adly vs G Meier, 2007 1-0
- Kamsky vs A Adly, 2007 1/2-1/2
- Ponomariov vs A Adly, 2005 1/2-1/2
- A Adly vs I Vovk, 2007 1-0
- W So vs A Adly, 2007 0-1
- G Jones vs A Adly, 2007 0-1

## وصلات خارجية
- أحمد عدلي على موقع الاتحاد الدولي للشطرنج (الإنجليزية)
- أحمد عدلي على موقع مباريات الشطرنج (الإنجليزية)
- أحمد عدلي على موقع 365Chess.com (الإنجليزية)
- أحمد عدلي على موقع Chesstempo.com (الإنجليزية)
- أحمد عدلي سجل أولمبياد الشطرنج على موقع OlimpBase.org (الإنجليزية)